# パッケージ: オレたちの"珍"騒動
『パッケージ: オレたちの"珍"騒動』（原題:The Package）は、2018年に配信されたアメリカ合衆国のコメディ映画である。監督はジェイク・シマンスキ、主演はダニエル・ドヘニーが務めた。

## ストーリー
久しぶりにドイツから帰省したショーンは、友人のドニーとジェレミーと一緒にキャンプに行く約束をしていた。男同士の集まりになるはずだったが、ジェレミーの妹（ベッキー）とドニーの元カノ（サラ）が突如同行することになった。ベッキーは前日に恋人のチャドが浮気を知って傷心状態にあったが、チャドときっぱり別れるべきか悩んでいた。ベッキーはチャドと付き合う前にショーンに好意を抱いており、パーティーの夜に彼を誘惑したが、ショーンに拒絶されてしまった。ショーンはベッキーの告白が嬉しくなかったわけではない。ベッキーに触られたばかりに、ショーンは勃起してしまい、2人きりになるために立ち上がって移動することができなかったのである。
ラム酒を調達できたこともあって、キャンプはそれなり以上に盛り上がった。ドニーとジェレミーは「ベッキーといい雰囲気になる絶好のチャンスだ」とショーンに言ったが、奥手なショーンはあと1歩を踏み出すことができずにいた。その後、ジェレミーはナイフを持ったまま小便をしていた。ショーンとドニーが背後からジェレミーを驚かしたところ、とんでもない事態が発生した。運悪く、ナイフがジェレミーの男性器を切断してしまったのである。ジェレミーを安静な状態にした4人は、切断された男性器の捜索と救急隊への連絡を試みることにした。電波が届かない状態にあったため、ショーンは全員の携帯電話を持って山頂に向かい、救急隊に連絡した。そんな折、ベッキーの携帯電話にチャドから謝罪のメッセージが届いた。ショーンはやってはいけないことだと知りつつ、ベッキーに成りすましてチャドに別れを告げるメッセージを送信した。
しばらくして、到着した救急隊によってジェレミーは搬送されていった。ところが、ここで思わぬ事態が発生した。一行は手違いでジェレミーの男性器を救急隊員に渡し損なっていたのである。組織の腐敗を考慮するに、ジェレミーの男性器は12時間以内に病院に届けなければならない状態にあった。救急隊が引き返してくる可能性はあったが、戻ってこない可能性もあるため、一行は直接ジェレミーの男性器を病院に届けることにした。
下山中、一行はレンジャー部隊の小屋を発見した。電話を探して部屋を物色したところ、棚に潜んでいたガラガラヘビがジェレミーの男性器に噛み付くというアクシデントが発生した。男性器から毒を吸い出さなければならないが、それを誰が引き受けるかで押し問答になった。最終的に、ショーンが毒吸いを志願してやることになった。その後、一行はキャンプ中の子供（エイデン）を発見した。一行はエイデンにボートの使用を懇願したが、ませたエイデンは卑猥な要求を突き付けてきた。切羽詰まっていたショーンとベッキーは、切断された男性器をエイデンに見せつけ、半ば強引にボートの鍵をもらった。
一行は様々な困難を乗り越えて病院にたどり着いたが、そこで予想だにしなかったハプニングに遭遇した。

## キャスト
※括弧内は日本語吹替
- ダニエル・ドヘニー - ショーン・フロイド（茂木たかまさ）
- セイディ・カルヴァノ - サラ（潘めぐみ）
- ジェラルディン・ヴィスワナサン - ベッキー・アベラー（下山田綾華）
- アレクサンダー・カルヴァート - チャド
- ルーク・スペンサー・ロバーツ - ドニー（須田祐介）
- エドゥアルド・フランコ - ジェレミー・アベラ―（斎藤寛仁）
- ゲイリー・ジョーンズ - トリンブル医師
- チャンス・ハーストフィールド - エイデン
- ヴィーナ・スード - ミセス・アベラー

## 製作
2017年1月、Netflixが『Eggplant Emoji』というタイトルの脚本の映画化権を獲得したと報じられた。7月、ジェイク・シマンスキが本作の監督に起用されたとの報道があった。8月、ダニエル・ドヘニー、セイディ・カルヴァノ、ジェラルディン・ヴィスワナサン、エドゥアルド・フランコ、ルーク・スペンサー・ロバーツがキャスト入りした。
2018年7月12日、Netflixは本作のファースト・トレイラーを公開したが、その際にタイトルを『Eggplant Emoji』から『The Package』に変更した。8月8日、本作のセカンド・トレイラーが公開された。